# Elsa Camarda
Elsa Camarda, nota anche con lo pseudonimo di Mara Landi (Roma, 10 maggio 1923 – Pietramelara, 28 novembre 2011), è stata un'attrice e doppiatrice italiana.

## Biografia
Tra le attrici da lei doppiate figurano Bette Davis, in Le balene d'agosto e L'abisso - Storia di una madre e di una figlia, Paula Trueman in Dirty Dancing (Balli proibiti), Alexis Smith in L'età dell'innocenza, Jessie Ralph in Dopo l'uomo ombra. È stata nota anche per aver dato la voce italiana all'alieno E.T. nel film E.T. l'extra-terrestre, nell'originaria versione 1982. Figlia dell'attore Nino Camarda, ha spesso usato il nome d'arte di Mara Landi nei film a partire dal 1941.
È morta il 28 novembre 2011 a Pietramelara (CE).

## Filmografia
- La marcia nuziale, regia di Mario Bonnard (1935)
- Pietro Micca, regia di Aldo Vergano (1938) - accreditata come Mara Landi
- Dopo divorzieremo, regia di Nunzio Malasomma (1940)
- Vento di milioni, regia di Dino Falconi (1940)
- Sei bambine e il Perseo, regia di Giovacchino Forzano (1940)
- L'amante segreta, regia di Carmine Gallone (1941)
- La guardia del corpo, regia di Carlo Ludovico Bragaglia (1942)
- Miliardi, che follia!, regia di Guido Brignone (1942)
- Oro nero, regia di Enrico Guazzoni (1942)
- Lettere al sottotenente, regia di Goffredo Alessandrini (1943)
- Episodio Galoppo finale al circo di Circo equestre Za-bum, regia di Mario Mattoli (1944)
- Le due sorelle, regia di Mario Volpe (1950)
- Passione fatale, regia di Ernesto Grassi (1950)
- Papà diventa mamma, regia di Aldo Fabrizi (1952)
- Una di quelle, regia di Aldo Fabrizi (1952)
- Al di là del ponte (Across the Bridge), regia di Ken Annakin (1957)
- Il primo uomo nello spazio (First Man Into Space), regia di Robert Day (1959)
- Le ambiziose, regia di Antonio Amendola (1960)
- I pirati del fiume rosso (The Pirates of Blood River), regia di John Gilling (1962)

## Doppiaggio

### Film cinema
- Bette Davis in Le balene d'agosto
- Paula Trueman in Dirty Dancing - Balli proibiti
- Pat Welsh in E.T. l'extra-terrestre
- Clara Blandick in Il mago di Oz (ed.1982)
- Alexis Smith ne L'età dell'innocenza

### Telenovelas
- Magda Guzman in Rosa selvaggia

### Cartoni animati
- Direttrice Mary Jane in Candy Candy
- Victorin in Belle et Sebastien
- Signora Garҫon in Charlotte (doppiaggio 1980)